# Robert Ruark
Robert Ruark (Wilmington, Carolina del Norte, 29 de diciembre de 1915  – Londres, 1 de julio de 1965). fue un escritor, cazador y columnista estadounidense.

## Safari africano
Después de lograr cierto éxito como escritor, Ruark, aconsejado por su médico por darse un año sabático, decidió cumplir el sueño del safari en África.
Sin embargo, el dolor de la difícil vida doméstica de sus padres y sus relativamente pocos amigos de la infancia (Ruark, algo así como un niño prodigio en la escuela, era un solitario) están significativamente ausentes de las narraciones. Muchas de las historias se recopilaron en un libro del mismo nombre, seguido poco después por un libro complementario titulado The Old Man's Boy Grows Older . Hoy estos dos libros son probablemente sus obras más recordadas. También se publicaron veinte historias en el libro África de Robert Ruark .
Después de su primera media docena de libros, Ruark continuó escribiendo, aunque pocas de sus novelas posteriores igualaron sus éxitos anteriores. En 1960, después de una visita agridulce a su ciudad natal de Wilmington, Carolina del Norte, Ruark abandonó los Estados Unidos para siempre. Vivió en Londres y Barcelona, antes de instalarse en Calonge en la provincia de Gerona, España . Poco antes de su muerte, escribió un artículo final que luego apareció en Playboy y se tituló "Nada funciona y a nadie le importa". Murió en Londres, Inglaterra, el 1 de julio de 1965, de cirrosis hepática provocada por el alcoholismo. Su última novela, El tejón de miel, ejemplifica la condición del autor en este momento de su vida. El libro fue publicado póstumamente, al igual que Use Enough Gun, que es esencialmente una colección de extractos de sus trabajos anteriores. Más notables son las dos colecciones publicadas por McIntosh y Casada, que son representativas de la mejor obra del autor.
Robert Ruark fue enterrado en Palamós en la provincia de Gerona, España .
El nombre de Ruark aparece en la grabación cómica de Carol Burnett de 1957 titulada I Made a Fool of Myself Over John Foster Dulles.

## Obra
- Grenadine Etching (1947)
- I Didn't Know It Was Loaded (1949)
- One for the Road (1949)
- Grenadine's Spawn (1952)
- Horn of the Hunter (1953) ISBN 1571572635, ISBN 9781571572639
- Something of Value (1955) ISBN 1571572805, ISBN 9781571572806
- The Old Man and the Boy (1957)
- Poor No More (1959)
- The Old Man's Boy Grows Older (1961) ISBN 808788826X, ISBN 9788087888261
- Uhuru (1962)
- The Honey Badger (1965) ISBN 0449229246, 9780449229248
- Use Enough Gun: On Hunting Big Game (1966)
- Women (1967) ISBN 0450005054, ISBN 9780450005053
- Robert Ruark Safari. (1968) ISBN 3764515163, ISBN 9783764515164
- Robert Ruark's Africa by Michael McIntosh (1991), a collection of Ruark's magazine articles ISBN 0924357207, ISBN 9780924357206
- The Lost Classics (1996), additional hunting adventures
  - Grenadine Etching (1947)
  - I Didn't Know It Was Loaded (1949)
  - One for the Road (1949)
  - Grenadine's Spawn (1952)
  - Horn of the Hunter (1953)
  - Something of Value (1955)
  - The Old Man and the Boy (1957) ISBN 0030279100, ISBN 9780030279102
  - Poor No More (1959)
  - The Old Man's Boy Grows Older (1961)
  - Uhuru (1962)
  - The Honey Badger (1965)
  - Use Enough Gun: On Hunting Big Game (1966) ISBN 1571570594, ISBN 9781571570598
  - Women (1967)
  - Robert Ruark's Africa by Michael McIntosh (1991), a collection of Ruark's magazine articles ISBN 0924357207, ISBN 9780924357206
  - The Lost Classics (1996), additional hunting adventures ISBN 1571570225, ISBN 9781571570222

## Filmografía
- Aventura en el África (1955–56), narrador, escritor, y director [cita requerida]